# Карловка (Айиртауський район)
Ка́рловка (каз. Карлов) — село у складі Айиртауського району Північноказахстанської області Казахстану. Входить до складу Українського сільського округу, раніше перебувало у складі ліквідованої Каменнобродської сільської ради.
Населення — 42 особи (2021; 149 у 2009, 236 у 1999, 260 у 1989).
Національний склад станом на 1989 рік:
- росіяни — 51 %
- німці — 31 %.